# Rafflesia tengku-adlinii
Rafflesia tengku-adlinii är en tvåhjärtbladig växtart som beskrevs av K. Mat Salleh och A. Latiff. Rafflesia tengku-adlinii ingår i släktet Rafflesia, och familjen Rafflesiaceae. Inga underarter finns listade i Catalogue of Life.